# Plouray
Plouray (bret. Plourae) – miejscowość i gmina we Francji, w regionie Bretania, w departamencie Morbihan.
Według danych na rok 1990 gminę zamieszkiwało 1200 osób, a gęstość zaludnienia wynosiła 31 osób/km² (wśród 1269 gmin Bretanii Plouray plasuje się na 505. miejscu pod względem liczby ludności, natomiast pod względem powierzchni na miejscu 161.).